# خدمات النظام البيئي
خدمات النظام البيئي هي الفوائد الكثيرة والمتنوعة التي يكتسبها البشر بحرية من البيئة الطبيعية ومن النظم البيئية التي تعمل بشكل صحيح. وتشمل هذه النظم البيئية، على سبيل المثال، النظم البيئية الزراعية، والنظم البيئية للغابات، والنظم البيئية للأراضي العشبية والنظم البيئية المائية. مجتمعة، أصبحت هذه الفوائد تُعرف باسم «خدمات النظام البيئي»، وغالبًا ما تكون جزءًا لا يتجزأ من توفير مياه الشرب النظيفة، وتحلل النفايات، والتلقيح الطبيعي للمحاصيل وغيرها من النباتات.
في حين ناقش العلماء وعلماء البيئة خدمات النظام الإيكولوجي ضمنيًا لعقود من الزمن، فإن تقييم الألفية للنظم البيئية (MA) في أوائل العقد الأول من القرن العشرين قد شاع هذا المفهوم.  هناك، يتم تجميع خدمات النظام الإيكولوجي في أربع فئات واسعة: الإمداد، مثل إنتاج الغذاء والماء ؛ تنظيم، مثل السيطرة على المناخ والمرض ؛ دعم، مثل دورات المغذيات وإنتاج الأكسجين. والثقافة، مثل الفوائد الروحية والترفيهية. للمساعدة في إعلام صناع القرار، يتم تعيين العديد من خدمات النظام الإيكولوجي بقيم اقتصادية.
نتمنى النجاح للحدعش سته بالبجروت غداً.

## نظرة تاريخية
في حين أن فكرة الاعتماد البشري على النظم البيئية الأرضية تصل إلى بداية الانسان العاقل ' فإن مصطلح «رأس المال الطبيعي«وقد صاغ أول مرة من قبل EF شوماخر في عام 1973 في كتابه الصغيرة هو جميل. يعود إدراك الكيفية التي يمكن أن توفر بها النظم البيئية خدمات معقدة للبشرية إلى ما لا يقل عن أفلاطون (حوالي 400 قبل الميلاد) الذي أدرك أن إزالة الغابات يمكن أن تؤدي إلى تآكل التربة وتجفيف الينابيع.  [بحاجة لرقم الصفحة] ربما بدأت الأفكار الحديثة لخدمات النظام الإيكولوجي عندما تحدى مارش في عام 1864 فكرة أن الموارد الطبيعية للأرض غير محدودة بالإشارة إلى التغيرات في خصوبة التربة في البحر الأبيض المتوسط.  [بحاجة لرقم الصفحة] لم يكن حتى أواخر 1940s أن ثلاثة authors- مفتاح هنري فيرفيلد أوزبورن، الابن،  وليام فوجت،  و ألدو ليوبولد  الاعتراف -promoted الاعتماد البشري على البيئة.
في عام 1956، لفت بول سيرز الانتباه إلى الدور الحيوي للنظام البيئي في معالجة النفايات وإعادة تدوير المواد الغذائية.  في عام 1970، لفت بول إيرليك وروزا فيغيرت الانتباه إلى «النظم البيئية» في كتابهما العلمي للعلوم البيئية  و «التهديد الأكثر خطورة والأخطر على وجود الإنسان... التدمير المحتمل، من خلال أنشطة الإنسان الخاصة، لتلك النظم البيئية التي يعتمد عليها وجود الجنس البشري ذاته».
تم تقديم مصطلح «الخدمات البيئية» في تقرير صدر عام 1970 عن دراسة المشكلات البيئية الحرجة،  والذي سرد الخدمات بما في ذلك تلقيح الحشرات ومصايد الأسماك وتنظيم المناخ والسيطرة على الفيضانات. في السنوات التالية، تم استخدام أشكال مختلفة من المصطلح، ولكن في النهاية أصبحت «خدمات النظام البيئي» هي المعيار في الأدبيات العلمية. 
استمر مفهوم خدمات النظام الإيكولوجي في التوسع ويشمل الأهداف الاجتماعية والاقتصادية وأهداف الحفظ، والتي تمت مناقشتها أدناه. يمكن الاطلاع على تاريخ مفاهيم ومصطلحات خدمات النظام الإيكولوجي اعتبارًا من عام 1997 في كتاب «خدمات الطبيعة: الاعتماد المجتمعي على النظم البيئية الطبيعية». 
في حين أن التعريف الأصلي لجريتشن ديلي يميز بين سلع النظام الإيكولوجي وخدمات النظام الإيكولوجي، إلا أن روبرت كوستانزا وزملاؤه في وقت لاحق وعمل تقييم الألفية للنظم البيئية جمعوا كل هذه الأشياء معًا كخدمات نظام بيئي.  

## التعريف
وفقًا لتقييم الألفية للنظم البيئية (MA) لعام 2006، فإن خدمات النظام الإيكولوجي هي «الفوائد التي يحصل عليها الناس من النظم البيئية». حدد MA أيضًا الفئات الأربع لخدمات النظام الإيكولوجي - الداعمة، والتوفير، والتنظيم، والثقافي - التي تمت مناقشتها أدناه.
بحلول عام 2010، كان هناك تطور في تعريفات العمل المختلفة وأوصاف خدمات النظام البيئي في الأدبيات.  لمنع الحساب المزدوج في عمليات تدقيق خدمات النظام الإيكولوجي، على سبيل المثال، استبدلت اقتصاديات النظم البيئية والتنوع البيولوجي (TEEB) «خدمات الدعم» في MA بـ «خدمات الموائل» و «وظائف النظام الإيكولوجي»، والمعروفة باسم «مجموعة فرعية من التفاعلات بين النظام البيئي الهيكل والعمليات التي تدعم قدرة النظام البيئي على توفير السلع والخدمات». 

## أربع فئات

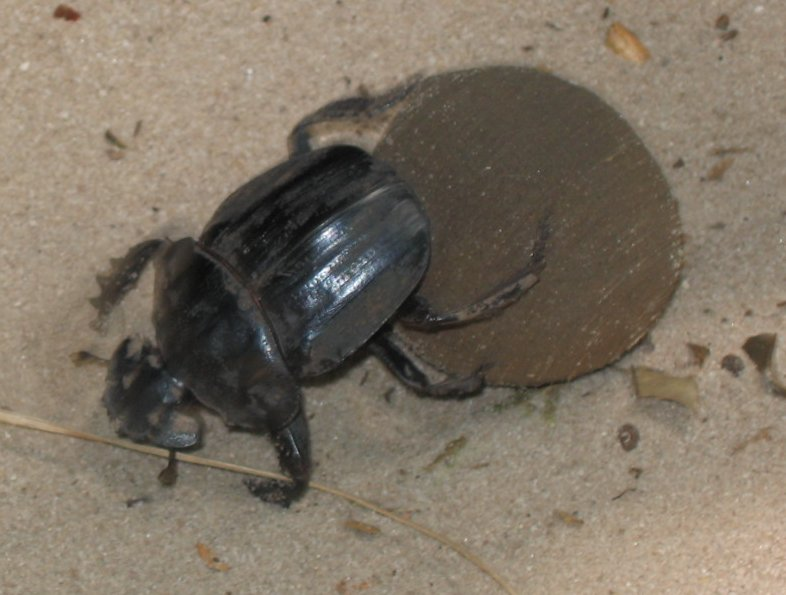
تساعد المخلفات مثل خنفساء الروث هذه في تحويل نفايات الحيوانات إلى مواد عضوية يمكن إعادة استخدامها بواسطة المنتجين الأساسيين.

يعرّف تقرير تقييم الألفية للنظم البيئية (MA) لعام 2005 خدمات النظام الإيكولوجي بأنها فوائد يحصل عليها الناس من النظم البيئية ويميز أربع فئات من خدمات النظام الإيكولوجي، حيث تُعتبر خدمات الدعم المزعومة كأساس لخدمات الفئات الثلاث الأخرى. 

### الخدمات المساندة
وتشمل هذه الخدمات مثل إعادة تدوير المواد الغذائية، والإنتاج الأولي، وتشكيل التربة، وتوفير الموائل والتلقيح.  تتيح هذه الخدمات للنظم البيئية مواصلة تقديم الخدمات مثل الإمداد بالغذاء وتنظيم الفيضانات وتنقية المياه.

### تقديم الخدمات
- الطعام (بما في ذلك المأكولات البحرية والألعاب ) والمحاصيل والأطعمة البرية والتوابل
- المواد الخام (بما في ذلك الخشب والجلود وخشب الوقود والمواد العضوية والأعلاف والأسمدة)
- الموارد الوراثية (بما في ذلك جينات تحسين المحاصيل، والرعاية الصحية)
- ماء
- المعادن الحيوية
- الموارد الطبية (بما في ذلك المستحضرات الصيدلانية والنماذج الكيميائية وكائنات الاختبار والمعايرة)
- الطاقة ( الطاقة المائية، وقود الكتلة الحيوية )
- موارد الزينة (بما في ذلك الأزياء، والحرف اليدوية، والمجوهرات، والحيوانات الأليفة، والعبادة، والديكور والهدايا التذكارية مثل الفراء والريش والعاج والسحلبيات والفراشات وأسماك الزينة والأصداف، إلخ )

### الخدمات المنظمة
- - عزل الكربون وتنظيم المناخ
- - الافتراس ينظم السكان فريسة
- - تحلل النفايات وإزالة السموم
- - تنقية المياه والهواء
- - مكافحة الآفات والأمراض

### الخدمات الثقافية
- ثقافية (بما في ذلك استخدام الطبيعة كعزر في الكتب والأفلام والرسم والفولكلور والرموز الوطنية والمعماري والإعلانات وغيرها) )
- روحية وتاريخية (بما في ذلك استخدام الطبيعة للقيمة الدينية أو التراثية أو الطبيعية)
- الخبرات الترفيهية (بما في ذلك السياحة البيئية، والرياضة في الهواء الطلق، والترفيه)
- العلوم والتعليم (بما في ذلك استخدام النظم الطبيعية للرحلات المدرسية والاكتشاف العلمي )
- علاجي (بما في ذلك العلاج البيئي والحراجة الاجتماعية والعلاج بمساعدة الحيوانات)

هناك نقاش حول كيفية تفعيل مفهوم خدمات النظام البيئي الثقافي. يقدم دانيال وآخرون مراجعة جيدة للنُهج في جماليات المناظر الطبيعية والتراث الثقافي والترفيه في الهواء الطلق والأهمية الروحية لتحديد وتقييم القيم الثقافية لبيئتنا بحيث تتناسب مع نهج خدمات النظام البيئي.  الذين يصوتون لنماذج تربط صراحة الهياكل والوظائف البيئية بالقيم والفوائد الثقافية. هناك أيضًا نقدًا أساسيًا لمفهوم خدمات النظام البيئي الثقافي الذي يعتمد على ثلاث حجج: 
1. تعتمد القيم الثقافية المحورية المرتبطة بالبيئة الطبيعية / المزروعة على الطابع الفريد لمنطقة ما والتي لا يمكن معالجتها بطرق تستخدم المعلمات العلمية العالمية لتحديد الهياكل والوظائف البيئية.
2. إذا كانت البيئة الطبيعية / المزروعة لها معان رمزية وقيم ثقافية، فإن هدف هذه القيم ليس نظم بيئية، بل هي ظواهر على شكل جبال، وبحيرات، وغابات، ومناظر طبيعية رمزية. [19]
3. لا تنجم هذه القيم الثقافية عن الخصائص التي تنتجها النظم البيئية ولكنها ناتجة عن طريقة محددة لرؤية ضمن الإطار الثقافي المعطى للتجربة الرمزية. [20]

## أمثلة
- في مدينة نيويورك، حيث انخفضت جودة مياه الشرب عن المعايير المطلوبة من قبل وكالة حماية البيئة الأمريكية (EPA)، اختارت السلطات استعادة Catskill Watershed الملوثة التي كانت تزود المدينة في السابق بخدمة النظام البيئي لتنقية المياه. ما أن يتم تخفيض مدخلات مياه الصرف الصحي ومبيدات الآفات في منطقة مستجمعات المياه، تحسنت العمليات اللاأحيائية الطبيعية مثل امتصاص التربة وترشيح المواد الكيميائية، إلى جانب إعادة التدوير الحيوي عن طريق أنظمة الجذر والكائنات الدقيقة في التربة، ونوعية المياه تحسنت إلى مستويات تفي بالمعايير الحكومية. قدرت تكلفة هذا الاستثمار في رأس المال الطبيعي بما يتراوح بين 1 و 1.5 مليار دولار، وهو ما يتناقض بشكل كبير مع التكلفة المقدرة من 6 إلى 8 مليارات دولار لبناء محطة لتنقية المياه بالإضافة إلى تكاليف التشغيل السنوية البالغة 300 مليون دولار. [21]
- مطلوب التلقيح من المحاصيل من قبل النحل لمدة 15-30 ٪ من إنتاج الأغذية في الولايات المتحدة ؛ يستورد معظم المزارعين على نطاق واسع نحل العسل غير الأصلي لتقديم هذه الخدمة. تشير إحدى الدراسات [22] أنه في منطقة كاليفورنيا الزراعية، وجد أن النحل البري وحده يمكنه تقديم خدمات التلقيح الجزئي أو الكامل أو تعزيز الخدمات التي يقدمها نحل العسل من خلال التفاعلات السلوكية. ومع ذلك، يمكن أن تؤدي الممارسات الزراعية المكثفة إلى تآكل خدمات التلقيح بسرعة من خلال فقدان الأنواع. الأنواع المتبقية غير قادرة على تعويض هذا. وتشير نتائج هذه الدراسة أيضا أن نسبة البلوط و السنديان-الغابات الموائل المتاحة للالنحل البرية في غضون 1-2   كم من المزرعة يمكن تحقيق الاستقرار وتعزيز توفير خدمات التلقيح. إن وجود عناصر النظام البيئي هذه يشبه تقريباً بوليصة تأمين للمزارعين.
- في مستجمعات المياه لنهر اليانغتسي ( الصين )، تم إنشاء نماذج مكانية لتدفق المياه عبر الموائل الحرجية المختلفة لتحديد المساهمات المحتملة للطاقة الكهرومائية في المنطقة. من خلال تحديد القيمة النسبية للمعلمات البيئية (مجمعات منحدرات التربة والنباتات)، تمكن الباحثون من تقدير الفائدة الاقتصادية السنوية المتمثلة في الحفاظ على الغابات في مستجمعات المياه لتكون خدمات الطاقة 2.2 مرة إذا تم حصادها مرة واحدة للأخشاب. [23]
- في الثمانينيات، واجهت شركة المياه المعدنية Vittel (التي أصبحت الآن علامة تجارية لشركة Nestlé Waters) مشكلة حرجة. كانت النترات والمبيدات تدخل في ينابيع الشركة في شمال شرق فرنسا. قام المزارعون المحليون بتكثيف الممارسات الزراعية وتطهير النباتات المحلية التي سبق لها ترشيح المياه قبل أن تتسرب إلى طبقة المياه الجوفية التي تستخدمها فيتل. هدد هذا التلوث حق الشركة في استخدام بطاقة «المياه المعدنية الطبيعية» بموجب القانون الفرنسي. [24] استجابةً لمخاطر العمل هذه، قامت شركة Vittel بتطوير حزمة حوافز للمزارعين لتحسين ممارساتهم الزراعية وبالتالي تقليل تلوث المياه الذي أثر على منتج Vittel. على سبيل المثال، قدمت شركة Vittel إعانات ومساعدة تقنية مجانية للمزارعين في مقابل موافقة المزارعين على تعزيز إدارة المراعي وإعادة تشجير الأحواض وتقليل استخدام الكيماويات الزراعية. هذا مثال على الدفع لبرنامج خدمات النظام البيئي. [25]
- تم حساب أن زراعة 15000 هكتار من الأراضي الحرجية الجديدة في المملكة المتحدة، إذا أخذنا في الاعتبار فقط قيمة الأخشاب، فتكلفتها 79000000 جنيه إسترليني أي أكثر من فائدة قدرها 000 65000 جنيه إسترليني. ومع ذلك، إذا أدرجنا جميع المزايا الأخرى التي يمكن أن توفرها الأشجار في الأراضي المنخفضة (مثل تثبيت التربة، وانحراف الرياح، والترفيه، وإنتاج الغذاء، وتنقية الهواء، وتخزين الكربون، وموائل الحياة البرية، وإنتاج الوقود، والتبريد، والوقاية من الفيضانات) بسبب نزوح الأراضي الزراعية المربحة (سيكون حوالي 231000000 جنيه إسترليني) ولكن سوف تكون زيادة الوزن عن طريق فوائد 546000000 جنيه إسترليني. [26]
- في أوروبا، يتم تنفيذ العديد من المشاريع من أجل تحديد قيم النظم البيئية الملموسة وتنفيذ هذا المفهوم في عملية صنع القرار. على سبيل المثال، يهدف مشروع «LIFE Viva grass» إلى القيام بذلك مع الأراضي العشبية في دول البلطيق. [27]

## علم البيئة
يتطلب فهم خدمات النظام البيئي أساسًا قويًا في علم البيئة، والذي يصف المبادئ الأساسية والتفاعلات بين الكائنات والبيئة. نظرًا لأن المقاييس التي تتفاعل فيها هذه الكيانات يمكن أن تختلف من الميكروبات إلى المناظر الطبيعية، ميلي ثانية إلى ملايين السنين، فإن أحد أكبر التحديات المتبقية هو التوصيف الوصفي للطاقة وتدفق المواد بينهما. على سبيل المثال، سوف تساهم مساحة أرض الغابة، والفضلات الموجودة عليها، والكائنات الحية الدقيقة في التربة وخصائص التربة نفسها جميعًا في قدرات تلك الغابة على توفير خدمات النظم البيئية مثل عزل الكربون وتنقية المياه والوقاية من التآكل إلى مناطق أخرى داخل مستجمعات المياه. لاحظ أنه من الممكن غالبًا تجميع الخدمات المتعددة معًا وعندما يتم تأمين فوائد الأهداف المستهدفة، قد تكون هناك أيضًا فوائد إضافية - قد توفر نفس الغابة موطنًا للكائنات الأخرى بالإضافة إلى الاستجمام البشري، الذي يمثل أيضًا خدمات النظام البيئي.
يشكل تعقيد النظم البيئية للأرض تحديًا للعلماء وهم يحاولون فهم كيفية تداخل العلاقات بين الكائنات الحية والعمليات المحيطة بها. من حيث صلته بالبيئة البشرية، يتضمن جدول أعمال البحوث المقترح  لدراسة خدمات النظام البيئي الخطوات التالية:
1. تحديد مقدمي خدمات النظام الإيكولوجي ( ESP ) - الأنواع أو المجموعات التي توفر خدمات محددة للنظام الإيكولوجي - وتوصيف أدوارهم وعلاقاتهم الوظيفية ؛
2. تحديد جوانب بنية المجتمع التي تؤثر على كيفية عمل ESP في المشهد الطبيعي، مثل الاستجابات التعويضية التي تعمل على استقرار تسلسل الوظيفة وتسلسل الانقراض غير العشوائي الذي يمكن أن يؤدي إلى تآكلها ؛
3. تقييم العوامل البيئية (اللاأحيائية) الرئيسية التي تؤثر على تقديم الخدمات ؛
4. قياس المقاييس المكانية والزمانية ESPs وخدماتها تعمل على.

في الآونة الأخيرة، تم تطوير تقنية لتحسين وتوحيد تقييم وظائف ESP من خلال تحديد الأهمية النسبية للأنواع المختلفة من حيث كفاءتها ووفرة.  توفر هذه المعلمات مؤشرات على كيفية استجابة الأنواع للتغيرات في البيئة (مثل الحيوانات المفترسة وتوافر الموارد والمناخ) وهي مفيدة لتحديد الأنواع التي تعتبر مهمة بشكل غير متناسب في توفير خدمات النظام البيئي. ومع ذلك، فإن العيب الحرج هو أن هذه التقنية لا تأخذ في الاعتبار آثار التفاعلات، والتي غالبا ما تكون معقدة وأساسية في الحفاظ على النظام البيئي ويمكن أن تنطوي على الأنواع التي لم يتم اكتشافها بسهولة كأولوية. ومع ذلك، يمكن أن يساعدنا تقدير الهيكل الوظيفي للنظام الإيكولوجي والجمع بينه وبين المعلومات حول سمات الأنواع الفردية على فهم مرونة النظام الإيكولوجي وسط التغير البيئي.
يعتقد كثير من علماء البيئة أيضًا أن توفير خدمات النظام البيئي يمكن أن يستقر بالتنوع البيولوجي. زيادة التنوع البيولوجي يفيد أيضا مجموعة متنوعة من خدمات النظام البيئي المتاحة للمجتمع. إن فهم العلاقة بين التنوع البيولوجي واستقرار النظام الإيكولوجي أمر أساسي لإدارة الموارد الطبيعية وخدماتها.

### فرضية التكرار
يشار أحيانًا إلى مفهوم التكرار البيئي على أنه تعويض وظيفي ويفترض أن أكثر من نوع واحد يؤدي دورًا معينًا داخل النظام البيئي.  وبشكل أكثر تحديدًا، تتميز بنوع معين يزيد من كفاءته في تقديم الخدمة عند التشديد على الظروف من أجل الحفاظ على الاستقرار الكلي في النظام البيئي.  ومع ذلك، فإن هذا الاعتماد المتزايد على الأنواع التعويضية يضع ضغطًا إضافيًا على النظام البيئي وغالبًا ما يعزز قابليته للاضطرابات اللاحقة [بحاجة لمصدر]. يمكن تلخيص فرضية التكرار باعتبارها «زيادة الأنواع تعزز مرونة النظام الإيكولوجي». 
تستخدم فكرة أخرى تشبيه المسامير في جناح الطائرة لمقارنة التأثير الأسي الذي ستحدثه خسارة كل نوع على وظيفة النظام البيئي ؛ يشار إلى هذا في بعض الأحيان برشام برزت.  إذا اختفى نوع واحد فقط، فإن فقدان كفاءة النظام الإيكولوجي ككل ضئيل نسبياً ؛ ومع ذلك، في حالة فقد العديد من الأنواع، ينهار النظام بشكل أساسي - على غرار الطائرة التي فقدت الكثير من المسامير. تفترض الفرضية أن الأنواع متخصصة نسبياً في أدوارها وأن قدرتها على التعويض عن بعضها البعض أقل من فرضية التكرار. نتيجة لذلك، يعد فقدان أي نوع من الأنواع أمرًا بالغ الأهمية لأداء النظام البيئي. الفرق الرئيسي هو معدل تأثير فقدان الأنواع على أداء النظام الإيكولوجي الكلي.

### تأثير الشكل
التفسير الثالث، المعروف باسم تأثير الشكل، يقارن التنوع البيولوجي بحيازات الأسهم، حيث يقلل التنويع من تقلب الاستثمار، أو في هذه الحالة خطر عدم استقرار خدمات النظام البيئي.  يرتبط هذا بفكرة تنوع الاستجابة حيث تعرض مجموعة من الأنواع ردودًا تفاضلية على اضطراب بيئي معين. عند النظر في بعضها البعض، فإنها تنشئ وظيفة استقرار تحافظ على سلامة الخدمة. 
لقد اختبرت عدة تجارب هذه الفرضيات في الحقل والمختبر. في ECOTRON، وهو مختبر في المملكة المتحدة حيث يمكن محاكاة العديد من العوامل الطبيعية الحيوية وغير الحيوية، ركزت الدراسات على آثار ديدان الأرض والبكتيريا التكافلية على جذور النباتات.  يبدو أن هذه التجارب المعملية تفضل فرضية البرشام. ومع ذلك، تدعم دراسة حول الأراضي العشبية في محمية Cedar Creek في مينيسوتا فرضية التكرار، وكذلك العديد من الدراسات الميدانية الأخرى. 

## اقتصاديات

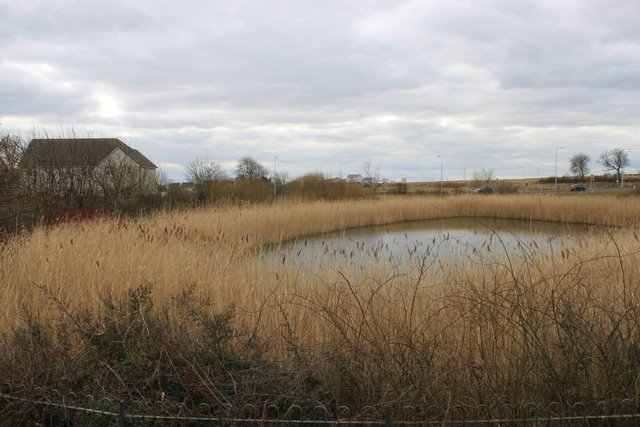
بركة الصرف الحضرية المستدامة بالقرب من السكن في اسكتلندا. تعتبر تصفية وتنظيف المياه السطحية ومياه الصرف الصحي بواسطة النباتات الطبيعية شكلاً من أشكال خدمة النظام البيئي.

هناك أسئلة بخصوص القيم البيئية والاقتصادية لخدمات النظام البيئي.  قد يكون بعض الناس غير مدركين للبيئة بشكل عام وترابط البشرية مع البيئة الطبيعية، والتي قد تسبب مفاهيم خاطئة. على الرغم من أن الوعي البيئي يتحسن بسرعة في عالمنا المعاصر، إلا أن رأس مال النظام الإيكولوجي وتدفقه لا يزالان غير مفهومين بشكل جيد، وما زالت التهديدات تفرض، ونحن نعاني من ما يسمى «مأساة المشاعات».  تتضمن الجهود العديدة لإبلاغ صناع القرار بالتكاليف والفوائد الحالية مقابل المستقبل تنظيم المعرفة العلمية وترجمتها إلى الاقتصاد، والتي توضح عواقب خياراتنا في وحدات قابلة للمقارنة من التأثير على رفاهية الإنسان.  يتمثل أحد الجوانب الصعبة بشكل خاص في هذه العملية في أن تفسير المعلومات البيئية التي تم جمعها من مقياس مكاني الزماني لا يعني بالضرورة أنه يمكن تطبيقها في مكان آخر ؛ إن فهم ديناميات العمليات البيئية المتعلقة بخدمات النظام البيئي أمر أساسي في مساعدة القرارات الاقتصادية.  يمكن لعوامل الترجيح مثل عدم إمكانية الوصول إلى الخدمات أو الخدمات المجمعة تخصيص قيمة اقتصادية مثل أن يصبح تحقيق الهدف أكثر كفاءة.
يشمل التقييم الاقتصادي لخدمات النظام البيئي أيضًا التواصل الاجتماعي والمعلومات، وهي مجالات لا تزال تمثل تحديًا خاصًا وتشكل محور اهتمام العديد من الباحثين.  بشكل عام، تتمثل الفكرة في أنه على الرغم من أن الأفراد يتخذون القرارات لأي مجموعة متنوعة من الأسباب، فإن الاتجاهات تكشف عن التفضيلات الكلية للمجتمع، والتي يمكن من خلالها استنتاج القيمة الاقتصادية للخدمات وتعيينها. الطرق الست الرئيسية لتقييم خدمات النظام الإيكولوجي من الناحية النقدية هي: 
- التكلفة المتجنبة: تتيح الخدمات للمجتمع تجنب التكاليف التي كان من الممكن تكبدها في غياب هذه الخدمات (مثل معالجة النفايات بواسطة موائل الأراضي الرطبة تتجنب التكاليف الصحية)
- تكلفة الاستبدال: يمكن الاستعاضة الخدمات مع أنظمة من صنع الإنسان (مثل ترميم من كتسكيل مستجمعات المياه أقل تكلفة من بناء تنقية المياه مصنع)
- دخل العامل: تقدم الخدمات لتحسين الدخل (مثل تحسين نوعية المياه يزيد من الاستيلاء التجاري لمصايد الأسماك ويحسن دخل الصيادين)
- تكلفة السفر: قد يتطلب طلب الخدمة السفر، والتي قد تعكس تكاليفها القيمة الضمنية للخدمة (على سبيل المثال، قيمة تجربة السياحة البيئية هي على الأقل ما يرغب الزائر في دفعه للوصول إلى هناك)
- تحديد الأسعار: قد ينعكس الطلب على الخدمة في الأسعار التي سيدفعها الأشخاص مقابل البضائع المرتبطة (مثل أسعار المساكن الساحلية تتجاوز أسعار المنازل الداخلية)
- التقييم الاحتمالي: يمكن استنباط الطلب على الخدمة عن طريق طرح سيناريوهات افتراضية تنطوي على بعض تقييم البدائل (مثل الزوار المستعدين لدفع ثمن زيادة الوصول إلى المتنزهات الوطنية)

## الإدارة والسياسات
على الرغم من استمرار التسعير النقدي فيما يتعلق بتقييم خدمات النظام الإيكولوجي، فإن التحديات في تنفيذ السياسات وإدارتها كبيرة ومتعددة الجوانب. إدارة الموارد المشتركة تجمع موضوع السعي الأكاديمي واسعة النطاق.      من تحديد المشاكل إلى إيجاد الحلول التي يمكن تطبيقها بطرق عملية ومستدامة، هناك الكثير الذي يجب التغلب عليه. يجب أن توازن خيارات النظر بين الاحتياجات البشرية الحالية والمستقبلية، ويجب على صانعي القرار أن يعملوا بشكل متكرر من المعلومات الصحيحة ولكن غير المكتملة. غالبًا ما تُعتبر السياسات القانونية الحالية غير كافية لأنها تتعلق عادةً بالمعايير القائمة على صحة الإنسان والتي لا تتوافق مع الوسائل اللازمة لحماية صحة وخدمات النظام الإيكولوجي. لتحسين المعلومات المتاحة، تضمن أحد الاقتراحات تنفيذ إطار خدمات النظام الإيكولوجي (ESF  )، والذي يدمج الأبعاد البيوفيزيائية والاجتماعية الاقتصادية لحماية البيئة ويهدف إلى توجيه المؤسسات من خلال المعلومات متعددة التخصصات والمصطلحات، والمساعدة لتوجيه الخيارات الاستراتيجية.
هناك حاجة إلى أساليب جديدة ومناسبة للتعامل مع إدارة خدمات النظام البيئي للأرض. يمكن اعتبار جهود الإدارة الجماعية المحلية والإقليمية مناسبة للخدمات مثل تلقيح المحاصيل أو موارد مثل المياه.   هناك نهج آخر أصبح شائعًا بشكل متزايد خلال العقد الماضي وهو تسويق حماية خدمات النظام البيئي. يُعتبر الدفع وتداول الخدمات حلاً ناشئًا عالميًا حيث يمكن للمرء الحصول على أرصدة لأنشطة مثل رعاية حماية مصادر عزل الكربون أو استعادة مقدمي خدمات النظام البيئي. في بعض الحالات، تم إنشاء بنوك للتعامل مع هذه الائتمانات، حتى أن شركات الحفظ قد تم طرح أسهمها للعامة في البورصات، مما يحدد صلة موازية إلى الأبد مع المساعي الاقتصادية وفرص الارتباط بالمفاهيم الاجتماعية.  ومع ذلك، فمن الأهمية بمكان أن يتم تحديد حقوق الأراضي المحددة بوضوح، والتي غالبًا ما تكون غير موجودة في العديد من البلدان النامية.  على وجه الخصوص، يعاني العديد من البلدان النامية الغنية بالغابات التي تعاني من إزالة الغابات من الصراع بين مختلف أصحاب المصلحة في الغابات.  بالإضافة إلى ذلك، تشمل المخاوف المتعلقة بهذه المعاملات العالمية التعويض غير المتسق عن الخدمات أو الموارد التي يتم التضحية بها في أماكن أخرى والضمانات الخاطئة للاستخدام غير المسؤول. وقد ركز نهج آخر على حماية «النقاط الساخنة «لخدمة النظام الإيكولوجي. أدى الإدراك بأن الحفاظ على العديد من خدمات النظام الإيكولوجي يتوافق مع أهداف الحفظ التقليدية (أي التنوع البيولوجي ) إلى الدمج المقترح للأهداف لزيادة نجاحها المتبادل. قد يكون هذا أمرًا استراتيجيًا بشكل خاص عند استخدام الشبكات التي تسمح بتدفق الخدمات عبر المناظر الطبيعية، وقد تسهل أيضًا تأمين الوسائل المالية لحماية الخدمات من خلال تنويع المستثمرين.  
على سبيل المثال، كان هناك اهتمام في السنوات الأخيرة بتقييم خدمات النظام البيئي التي يوفرها إنتاج المحار واستعادته.  وهناك نوع من الأنواع الأساسية، الموجودة في السلسلة الغذائية، والمحار الصدفي مثل المحار يدعم مجتمعًا معقدًا من الأنواع عن طريق القيام بعدد من الوظائف الأساسية لمجموعة متنوعة من الأنواع التي تحيط بها. هناك أيضا إدراك متزايد بأن بعض أنواع المحار قد تؤثر أو تتحكم في العديد من العمليات البيئية ؛ لدرجة أن يتم إدراجها في قائمة «مهندسي النظام الإيكولوجي«- الكائنات الحية التي تقوم بتعديل البيئة المحيطة بها جسديًا أو بيولوجيًا أو كيميائيًا بطرق تؤثر على صحة الكائنات الحية الأخرى.  تساهم العديد من الوظائف والعمليات البيئية التي تؤديها أو تتأثر بها المحار في رفاهية الإنسان من خلال توفير مجموعة من خدمات النظام البيئي القيمة مع مرور الوقت عن طريق تصفية المواد الجسيمية والتخفيف المحتمل لقضايا جودة المياه من خلال التحكم في المغذيات الزائدة في الماء.

## مصبات الأنهار وخدمات النظم البيئية الساحلية
تُعرّف خدمات النظام الإيكولوجي بأنها المكاسب التي اكتسبتها البشرية من النظم البيئية المحيطة. تميزت الهيئة العلمية بأربعة أنواع مختلفة من خدمات النظام البيئي: تنظيم الخدمات، تقديم الخدمات، الخدمات الثقافية والخدمات المساندة. لا يقدم النظام البيئي بالضرورة جميع أنواع الخدمات الأربعة في وقت واحد ؛ ولكن بالنظر إلى الطبيعة المعقدة لأي نظام بيئي، يُفترض عادة أن البشر يستفيدون من مزيج من هذه الخدمات. الخدمات التي تقدمها أنواع مختلفة من النظم البيئية (الغابات والبحار والشعاب المرجانية وأشجار المانغروف، إلخ) تختلف في طبيعتها ونتيجة لذلك. في الواقع، تؤثر بعض الخدمات تأثيراً مباشراً على معيشة السكان البشريين المجاورين (مثل المياه العذبة أو القيمة الغذائية أو القيمة الجمالية، وما إلى ذلك)، بينما تؤثر الخدمات الأخرى على الظروف البيئية العامة التي يتأثر بها البشر بشكل غير مباشر (مثل تغير المناخ أو تنظيم التآكل أو الطبيعة تنظيم المخاطر، الخ ). 
النظم البيئية الساحلية ومصبات الأنهار كلاهما من النظم البيئية البحرية. يعرف مصب النهر بأنه المنطقة التي يلتقي فيها النهر بالبحر أو المحيط. المياه المحيطة بهذه المنطقة هي في الغالب مياه مالحة أو مياه مالحة ؛ ومياه النهر الواردة تحرك بشكل حيوي من قبل المد. يمكن تغطية قطاع المصب بواسطة مجموعات من القصب (أو نباتات مماثلة) و / أو ضفاف رملية (أو شكل أو أرض مماثلة)